# Music Industry Award voor Doorbraak

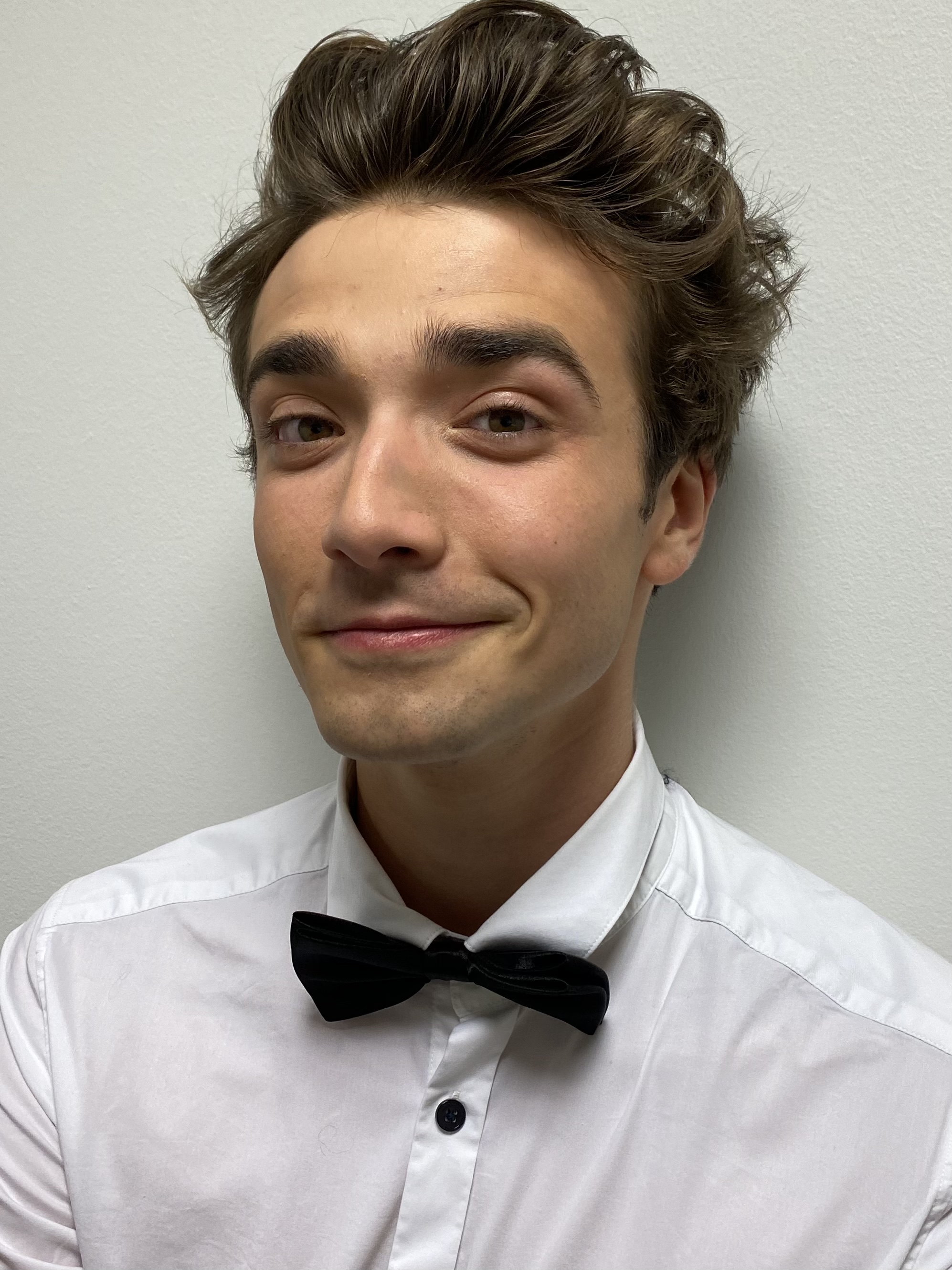
De winnaar van 2023, Aaron Blommaert

De Music Industry Award voor Doorbraak is een prijs die jaarlijks uitgereikt wordt tijdens de Vlaamse Music Industry Awards (MIA's). Het is een prijs voor de beste nieuwe artiest in de Belgische muziekwereld. De winnaar wordt bepaald door een publieke voting. 
Een overzicht van de winnaars. Enkele winnaars scoorden geen hits meer na het winnen van de Doorbraak MIA. In de vierde kolom staat de hoeveelheid Ultratop 50 hits de winnaars scoorden na het winnen van de prijs. 

## Winnaars
| Jaar | Winnaar                  | Genomineerden                                                      | Hits na winst |
| ---- | ------------------------ | ------------------------------------------------------------------ | ------------- |
| 2007 | Milow                    | - The Van Jets - Fixkes - Stan Van Samang                          | 19            |
| 2008 | The Black Box Revelation | - Hannelore Bedert - Lady Linn - Freaky Age                        | 1             |
| 2009 | Jasper Erkens            | - Customs - Isbells - The Hickey Underworld                        |               |
| 2010 | Stromae                  | - Amatorski - Tom Dice - Balthazar                                 | 14            |
| 2011 | Intergalactic Lovers     | - School is Cool - Kato - Kevin                                    | 1             |
| 2012 | Marco Z                  | - SX - Geppetto & The Whales - Glenn Claes                         | 0             |
| 2013 | Slongs Dievanongs        | - Coely - Compact Disk Dummies - Paulien Mathues                   | 4             |
| 2014 | Oscar And The Wolf       | - Kenji Minogue - Stoomboot - The Sore Losers                      | 16            |
| 2015 | Tourist LeMC             | - Emma Bale - Lost Frequencies - Tout Va Bien                      | 11            |
| 2016 | Bazart                   | - Hydrogen Sea - Laura Tesoro - Warhaus                            | 13            |
| 2017 | Blanche                  | - Delv!s - Milo Meskens - Tamino                                   | 0             |
| 2018 | Angèle                   | - OT - blackwave. - Whispering Sons                                | 8             |
| 2019 | IBE                      | - SONS - Charlotte Adigéry - Portland                              | 2             |
| 2021 | Metejoor                 | - Camille - Meskerem Mees - Naima Joris                            | 8             |
| 2022 | Pommelien Thijs          | - Berre - The Haunted Youth - BLUAI                                | 9             |
| 2023 | Aaron Blommaert          | - Gustaph - Amber Broos - Ao - Loverman                            | 4             |
| 2024 | Maksim                   | - Omdat het kan & Average Rob - Meltheads - Glintsal - Bolis Pupul | 2             |

Edities: 2007 · 2008 · 2009 · 2010 · 2011 · 2012 · 2013 · 2014 · 2015 · 2016 · 2017 · 2018 · 2019 · 2020 · 2021 · 2022 · 2023  · 2024 · 2025

 Prijzen: Beste album · Hit van het jaar · Pop · Solo man 
· Solo vrouw · Doorbraak · Videoclip